# Brussels South Charleroi Airport
De Luchthaven van Charleroi, officieel in het Engels Brussels South Charleroi Airport (BSCA) en in het Frans Aéroport de Charleroi Bruxelles-Sud (ICAO: EBCI, IATA: CRL) genoemd, ook wel de Luchthaven van Gosselies, ligt in het noorden van Charleroi, in de deelgemeenten Gosselies en Ransart. De luchthaven ligt op een afstand van 46 km van Brussel. Met 10,5 miljoen passagiers per jaar (2024) is het de tweede luchthaven van België, na Luchthaven Brussel/Zaventem.

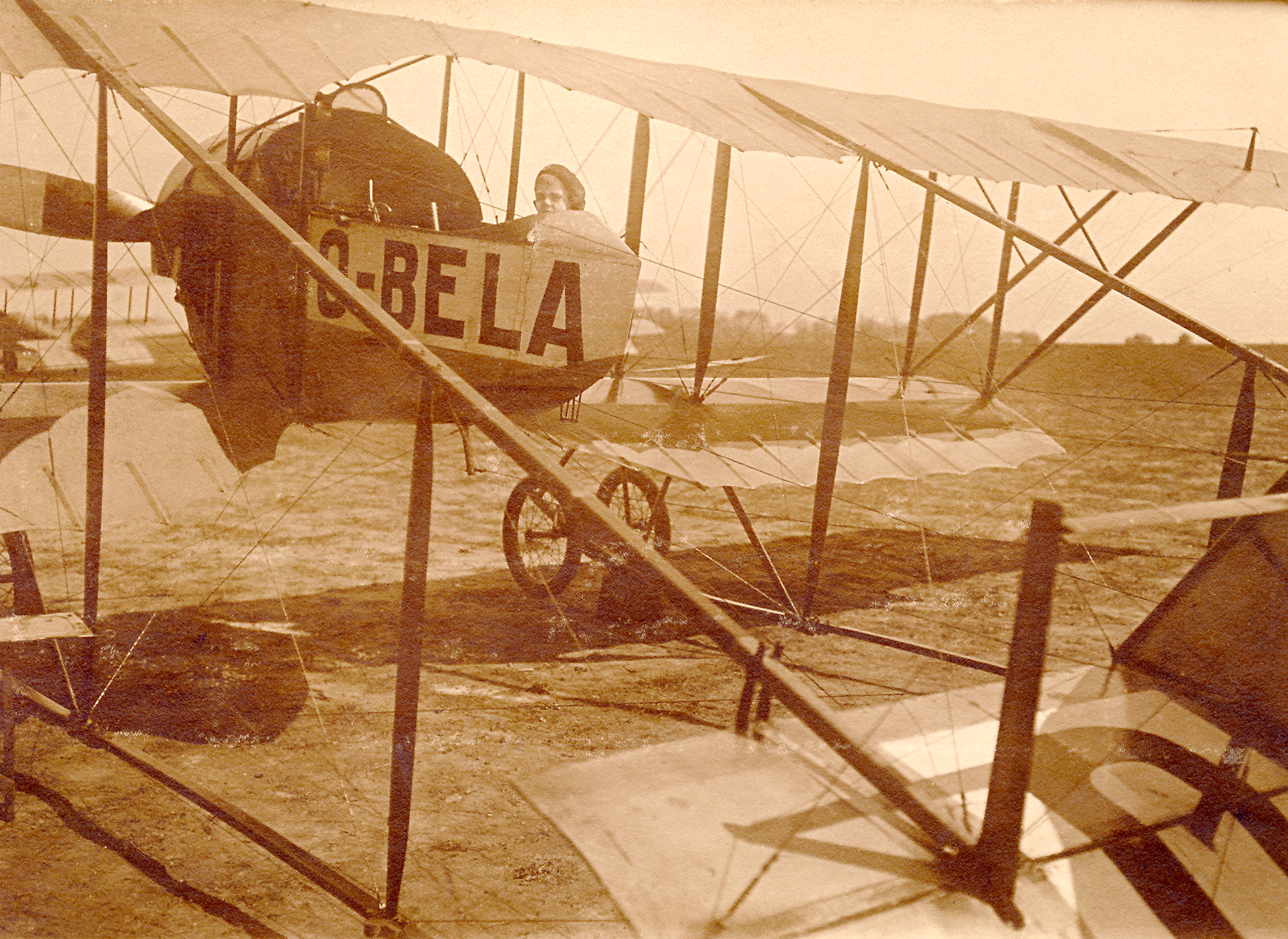
Vliegtuig op het vliegveld van Gosselies in 1920.

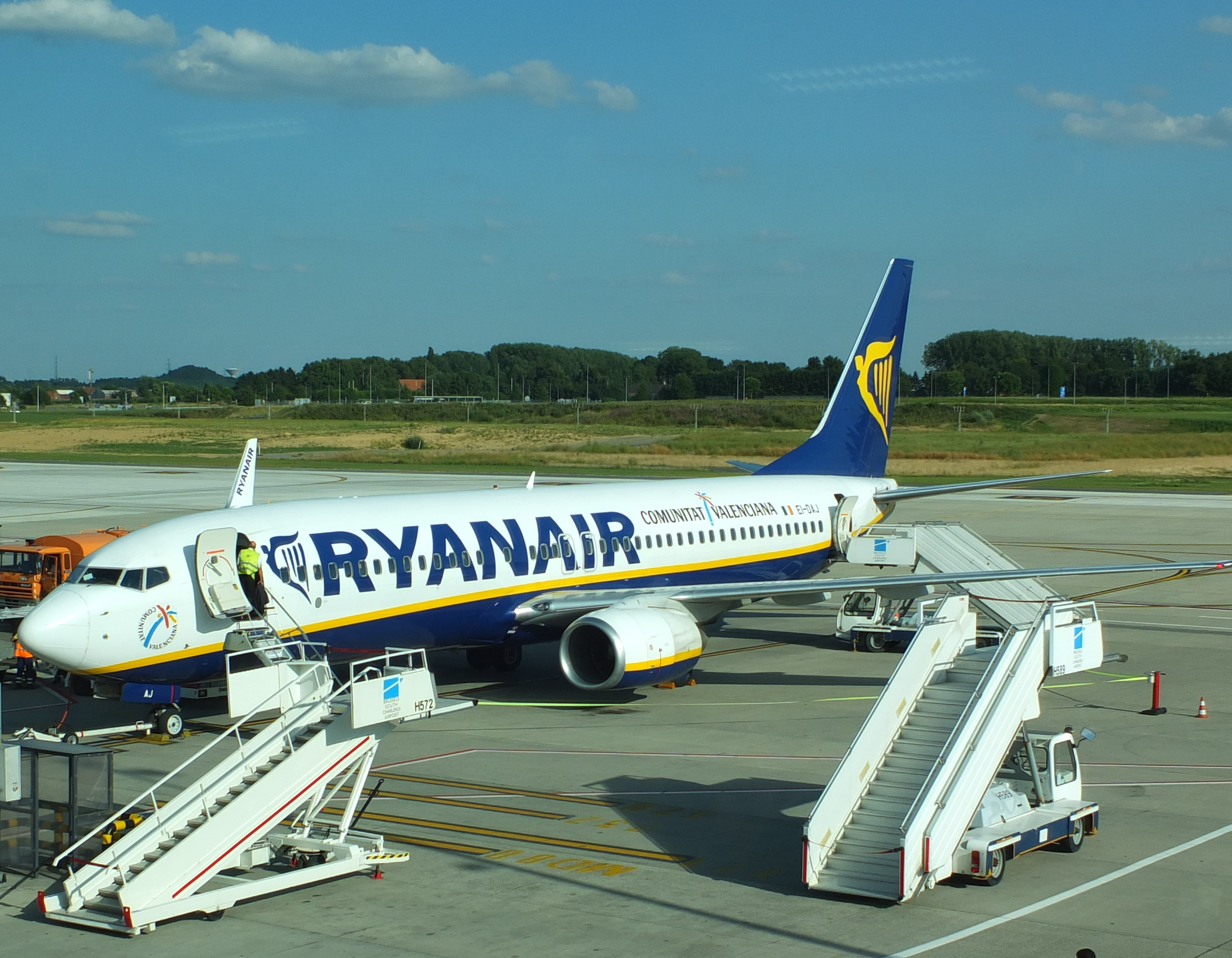
Ryanair vliegtuig op het vliegveld

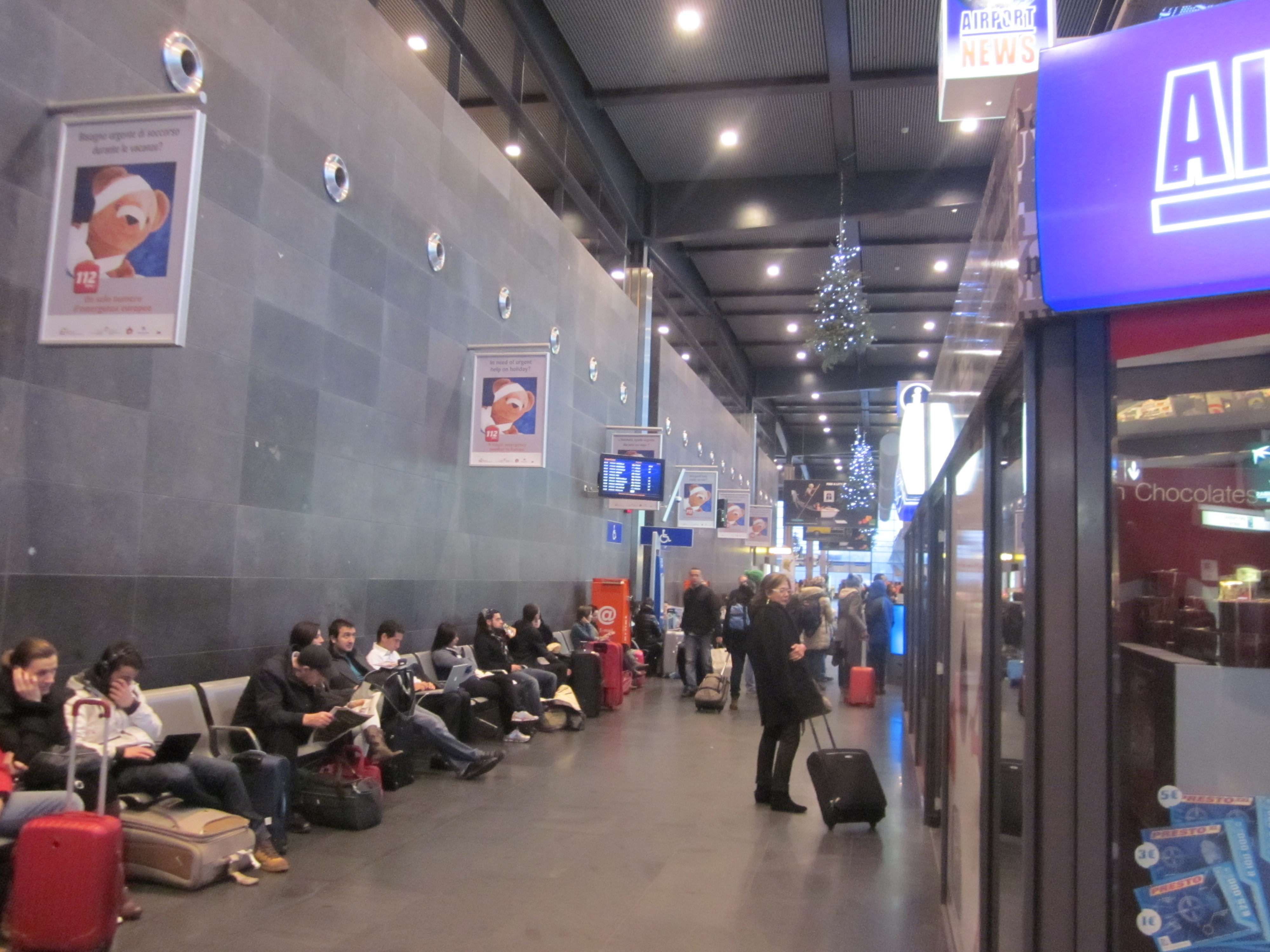
De inkomsthal van de luchthaven

De luchthaven wordt sinds 1 januari 1992 in opdracht van het Waals gewest uitgebaat door de naamloze vennootschap Brussels South Charleroi Airport. De grootste aandeelhouders van Brussels South Charleroi Airport S.a. zijn Sowaer en de holding Sambrinvest, beide maatschappijen zijn op hun beurt onderdelen van het Waals gewest. De luchthaven zal deels geprivatiseerd worden. Eind 2008 koos het Waals Gewest het consortium SAVE/Gemeentelijke Holding uit om de gesprekken over de privatisering mee voort te zetten. SAVE baat onder andere de luchthaven van Treviso en Venetië Marco Polo uit.
De geringe grootte en de relatieve nabijheid bij Brussel maken de luchthaven een interessante bestemming voor low-fare luchtvaartmaatschappijen. Ryanair heeft in Charleroi Airport een van haar hubs gevestigd. Andere actieve commerciële maatschappijen zijn TUI fly, Wizz Air en Pegasus Airlines. Ten slotte wordt de luchthaven nog gebruikt voor privaat luchtverkeer.

## Geschiedenis
Het vliegveld van Gosselies ontstond niet toevallig op het hoogste punt van de regio, de Mont des Bergiers. De precieze oprichtingsdatum van het vliegveld van Gosselies is niet bekend, maar vast staat dat Koning Albert I er al in 1919 een school voor piloten inhuldigde. Het onderhoudsbedrijf SEGA vestigde zich in 1920 op het terrein en een afdeling van de Britse vliegtuigbouwer Fairey Aviation opende er in 1931 de deuren. De activiteiten blijven zich echter toespitsen op de bouw en het onderhoud van toestellen. Een door Sabena uitgevoerde lijndienst tussen Charleroi en Londen komt niet van de grond vanwege slechte resultaten.
De ontwikkeling van de luchthaven komt pas echt goed op gang vanaf 1997 wanneer Ryanair een verbinding inlegt tussen Dublin en Charleroi. In 2001 besluit Ryanair zijn eerste continentale basis te vestigen op de luchthaven van Charleroi. Ryanair wordt hierin al vlug gevolgd door andere luchtvaartmaatschappijen: Wizz Air, Air Service Plus (voorganger van On Air), Air Polonia (vloog op BSCA tot aan het faillissement in augustus 2004) en Blue Air (verplaatste later zijn activiteiten naar Luchthaven Zaventem).

## Infrastructuur
Om de gestage groei aan passagiers op te vangen werd er een nieuwe terminal gebouwd, die in januari 2008 door prins Filip werd ingehuldigd. Dankzij de nieuwe terminal kan de luchthaven tot 5 miljoen passagiers extra per jaar verwerken. Ondertussen is al een studie besteld die de mogelijkheden van een nieuwe uitbreiding van de terminal moet nagaan.
Sinds 27 januari 2009 heeft Brussels South Charleroi Airport een ILS-systeem van Cat. III. Hierdoor kunnen vliegtuigen ook bij slechte weersomstandigheden landen op de luchthaven. Dit is vrij belangrijk omdat de luchthaven tijdens de herfst en de winter vaak af te rekenen had met dichte mist waardoor vele vluchten moesten afgeleid worden naar Liège Airport.
Brussels South Charleroi Airport beschikt over één start- en landingsbaan:
- 06 - 24 - 3.200 m

In de nacht van 12 op 13 september 2018 werd door de evolutie van de locatie van de geomagnetische noordpool het noodzakelijk de nummering van de landingsbaan 07/25 aan te passen. 07/25 werd 06/24.
In mei 2019 startten werken aan de verlenging van de landingsbaan met 650 meter van 2.550 m naar 3.200 m. Deze verlenging die goedgekeurd werd door de Waalse regering in oktober 2018 met een kostprijs van 30 miljoen euro moet toelaten dat vanaf juni 2021 intercontinentale vluchten kunnen opstijgen in Charleroi met maximaal startgewicht van de betrokken toestellen.
Brussels South Charleroi Airport is een dagluchthaven. Vluchten mogen er maar landen en opstijgen tussen 06u30 en 23u. Vliegtuigen die gebaseerd zijn op Charleroi mogen echter na 23u nog terugkeren.

## Bestemmingen
De Ierse Lagekostenluchtvaartmaatschappij Ryanair is de grootste operator vanop de luchthaven van Brussel-Charleroi. Deze prijsvechter vliegt op bestemmingen over heel Europa. Ook de Belgische tak van TUI fly opereert regelmatig vluchten naar het zuiden van Europa. Ook het Hongaarse Wizz Air heeft een basis op Brussel-Charleroi met een uitgebreid netwerk met vluchten naar Oost-Europa. 

## Voorzieningen
De luchthaven van Charleroi beschikt over taxfree shops, verschillende bars- en restaurants en een eigen boekhandel.
De luchthaven heeft eveneens een geldautomaat, bagagedepots en een eigen apotheek.
Er is draadloos internet beschikbaar in het gehele luchthavengebouw (tegen betaling). In de luchthaven zijn er tevens een Panos, Burger King en andere restaurants te vinden.

## Bereikbaarheid
De luchthaven van Charleroi is per auto bereikbaar via de autosnelwegen E42 en A54.

## Openbaar vervoer
Sinds 2014 wordt Brussels South Charleroi Airport primair ontsloten via het station Charleroi-Centraal, waar een TEC-shuttlebus (lijn A) om het half uur vertrekt en de luchthaven in circa 20 minuten bereikt.
Daarnaast exploiteert Flibco een netwerk van langeafstandsbussen met directe verbindingen naar onder meer Luxemburg, Brussel-Zuid/Midi, Gent, Brugge, Rijsel en Maastricht. De shuttle Luxemburg–Charleroi rijdt tot negen keer per dag, duurt ongeveer 2 u 30 min en hanteert tarieven vanaf €19,90.
Voor treinreizigers bestaat er sinds eind 2023 een rechtstreekse IC-verbinding met station Fleurus, op enkele kilometers van de terminal, waar TEC een aanvullende pendelbus onderhoudt.

## (On)wettige overheidssteun
De komst van Ryanair die de luchthaven voorzag van reguliere lijndiensten zorgde ook voor heel wat wrevel.
De Europese Commissie maakte bezwaar tegen de kortingen die Charleroi Brussels South Airport en de Waalse overheid toekende aan de maatschappij. Zo kreeg Ryanair 50% korting op de landingsrechten en werden er voordelen aan Ryanair toegekend voor de afhandeling van de bagage en de passagiers. Verder kreeg Ryanair nog vergoedingen voor elke nieuw geopende route vanaf Charleroi Brussels South Airport en kende de BSCA voordelen toe die het openen van een basis op Charleroi goedkoper maakten.
Er werd een vennootschap (Promocy) door BSCA en Ryanair opgericht om de vliegroutes van Ryanair te promoten. Deze vennootschap kwam onder andere tussen in de kosten van de gratis vliegtickets die Ryanair uitdeelde. Per passagier die vervoerd werd vanaf BSCA stortten zowel Ryanair als BSCA € 4 op rekening van de vennootschap Promocy. In oktober 2008 werden verschillende topmannen van Ryanair en BSCA nog in verdenking gesteld van fraude door het parket van Charleroi.
De Europese Commissie startte de procedure van onwettige overheidssteun op en besloot dat door het specifieke karakter van de steun, de overdracht van staatsmiddelen aan Ryanair en de negatieve invloed van de steun op de mededinging (enkel Ryanair kreeg de voornoemde steun waardoor deze concurrentievervalsend zou zijn) er sprake was van staatssteun die onverenigbaar is met de gemeenschappelijke markt. De Europese Commissie veroordeelde Ryanair dan tot terugbetaling van de staatssteun die ze gekregen had ten belope van 4 miljoen euro.
Ryanair tekende beroep aan tegen deze beslissing in 2004.
Op 17 december 2008 kreeg Ryanair gelijk van het Gerecht van Eerste Aanleg aangezien de Europese Commissie in haar onderzoek BSCA en de Waalse Overheid als twee onderscheiden entiteiten had beschouwd terwijl deze als een juridische entiteit moesten worden beschouwd (aangezien BSCA volledig in handen is van het Waalse Gewest). De EC heeft dan ook het beginsel van particuliere investeerder niet toegepast op de voordelen toegekend door het Waalse Gewest. Indien de EC het beginsel van de particuliere investeerder eveneens had toegepast op de voordelen die door het Waals Gewest werden toegekend kon dit tot een andere beoordeling hebben geleid. Het Gerecht van Eerste Aanleg heeft echter niet onderzocht (omdat het hiervoor niet bevoegd is) of er eveneens sprake zou geweest zijn van onwettige overheidssteun indien de commissie het beginsel van particuliere investeerder op beide had toegepast. Naar aanleiding van de uitspraak van het Gerecht is de Commissie tot de conclusie gekomen dat er geen sprake was van verboden staatssteun.

## Economisch belang
De luchthaven Brussels South Charleroi Airport heeft een groot economisch belang in de streek rond Charleroi. De streek rond Charleroi kent sinds het sluiten van de steenkoolmijnen en de achteruitgang van de staalindustrie een enorme werkloosheid. Het Waals gewest investeert daarom veel geld in de groei van de luchthaven die is uitgegroeid tot een van de belangrijkste werkgevers in de streek. De luchthaven van Charleroi stelt (direct en indirect) ongeveer 3.350 mensen tewerk.

## Frequenties

### ATIS
- 134.625 MHz - ATIS
- 115.700 MHz - ATIS

### Communicatie
- 133.125 MHz - Approach primair
- 119.700 MHz - Approach secundair
- 339.350 MHz - Approach UHF
- 121.305 MHz - Toren
- 121.805 MHz - Grond

### ILS
- 110.900 MHz - Landingsbaan 24

## Statistieken

### Passagiersaantallen
Vanwege een beveiligingsprobleem met de MediaWiki Graph-software is het momenteel niet mogelijk deze grafiek weer te geven. Zodra de software is bijgewerkt zal de grafiek vanzelf weer zichtbaar worden.
- 2001 - 773 431
- 2002 - 1 271 979 -  64.45%
- 2003 - 1 803 587 -  41.19%
- 2004 - 2 034 797 -  12.81%
- 2005 - 1 873 349 -  8.61%
- 2006 - 2 166 360 -  15.64%
- 2007 - 2 458 255 -  13.47%
- 2008 - 2 957 026 -  20.28%
- 2009 - 3 937 187 -  33.14%
- 2010 - 5 195 372 -  32%
- 2011 - 5 901 007 -  15.18%
- 2012 - 6 516 427 -  10.43%
- 2013 - 6 786 979 -  4.15%
- 2014 - 6 439 957 -  5.1%
- 2015 - 6 956 000 -  8.01%
- 2016 - 7 303 720 -  4.99%
- 2017 - 7 698 767 -  5.41%
- 2018 - 8 029 680 -  4.30%

Bron: NIS
In 2005 daalde het passagiersaantal wegens het afschaffen van de vluchten van Ryanair naar Londen en Liverpool omwille van de te grote concurrentie van de Eurostar. Hoewel de vluchten naar Londen hervat werden, werden zij opnieuw afgeschaft in maart 2008 vanwege slechte resultaten.

## Rampen, schandalen en incidenten
- 9 februari 2013: Op zaterdag 9 februari stortte een Cessna vliegtuig van het bouwjaar 1981, bij een poging tot landing, neer naast de landingsbaan. Het was omstreeks 10.00 uur opgestegen, maar wegens problemen onmiddellijk terug diende te keren. Er vielen vijf doden: de piloot, een volwassene en drie kinderen. De luchthaven Brussels South Charleroi Airport was na het ongeval een tijd volledig gesloten.[14] Het toestel raakte in de problemen door verkeerde belading, mogelijk in combinatie met ijsafzetting.[15]
- 24 februari 2018: Jozef Chovanec, een 39-jarige Slovaakse man, geraakte in coma na een hardhandig politieoptreden en sterft 3 dagen later.
- Vanaf 12 september 2024 werden door een spontane staking van het luchthavenpersoneel gedurende enkele dagen alle vluchten geannuleerd, wat zo'n 30.000 reizigers per dag trof. Reden voor de staking waren de werkomstandigheden en de werkdruk.[16]
- Op 25 juni 2025 organiseert het gemeenschappelijk vakbondsfront een nationale actiedag tegen het beleid van de regering-De Wever. Op die dag zal niet op voldoende personeel kunnen rekenen om een veilige werking te garanderen. Daarom worden alle vluchten van en naar de luchthaven van Charleroi op die dag geannuleerd. De stakingsactie komt net vóór de zomervakantie en de traditionele vakantie-uittocht op de Belgische luchthavens.[17]